# Bernd-Peter Lange (Anglist)
Bernd-Peter Lange (* 24. März 1943 in Berlin) ist ein deutscher Anglist und Hochschullehrer. Lange ist emeritierter Professor für anglistische Literatur- und Kulturwissenschaft am Institut für fremdsprachliche Philologien der Fakultät für Geistes-, Sozial- und Erziehungswissenschaften der Otto-von-Guericke-Universität Magdeburg.

## Leben
Bernd-Peter Lange studierte Anglistik, Allgemeine und vergleichende Literaturwissenschaft und Germanistik an der Freien Universität Berlin, an der Universität Hamburg, am University College London sowie am Birkbeck College der Universität London. Nach seiner Tätigkeit als Wissenschaftlicher Assistent an der Freien Universität Berlin lehrte er als Professor an der Technischen Universität Braunschweig und an der Universität Oldenburg und ab 1993 an der Otto-von-Guericke-Universität Magdeburg. Seit 2008 ist er Lehrbeauftragter an der Universität Potsdam und von 2008 bis 2012 Gastprofessor an der Universität Breslau.
In Magdeburg war er maßgeblich an der Etablierung des Schwerpunktes „Kulturstudien“ neben der Literaturwissenschaft und der Sprachwissenschaft als dritte tragende Säule des Studiums beteiligt. Er war Mitbegründer des Studiengangs European Studies. In den Jahren 2005 und 2006 war er Dekan der Fakultät für Geistes-, Sozial- und Erziehungswissenschaften der Universität Magdeburg.
Im Rahmen des Studien- und Forschungsschwerpunktes „Postkolonialismus/Neue Englische Literaturen und Kulturen“ initiierte Bernd-Peter Lange den wissenschaftlichen Austausch mit den Englisch-Abteilungen der Universität Bombay.
Bernd-Peter Lange ist Mitglied des wissenschaftlichen Beirates der von Rabindranath Tagore gegründeten bengalischen Universität Visva-Bharati University in Santiniketan.
2019 erschien seine Biografie über Georg Benjamin (Georg Benjamin. Ein bürgerlicher Revolutionär im roten Wedding).